# Таємний Шанувальник По

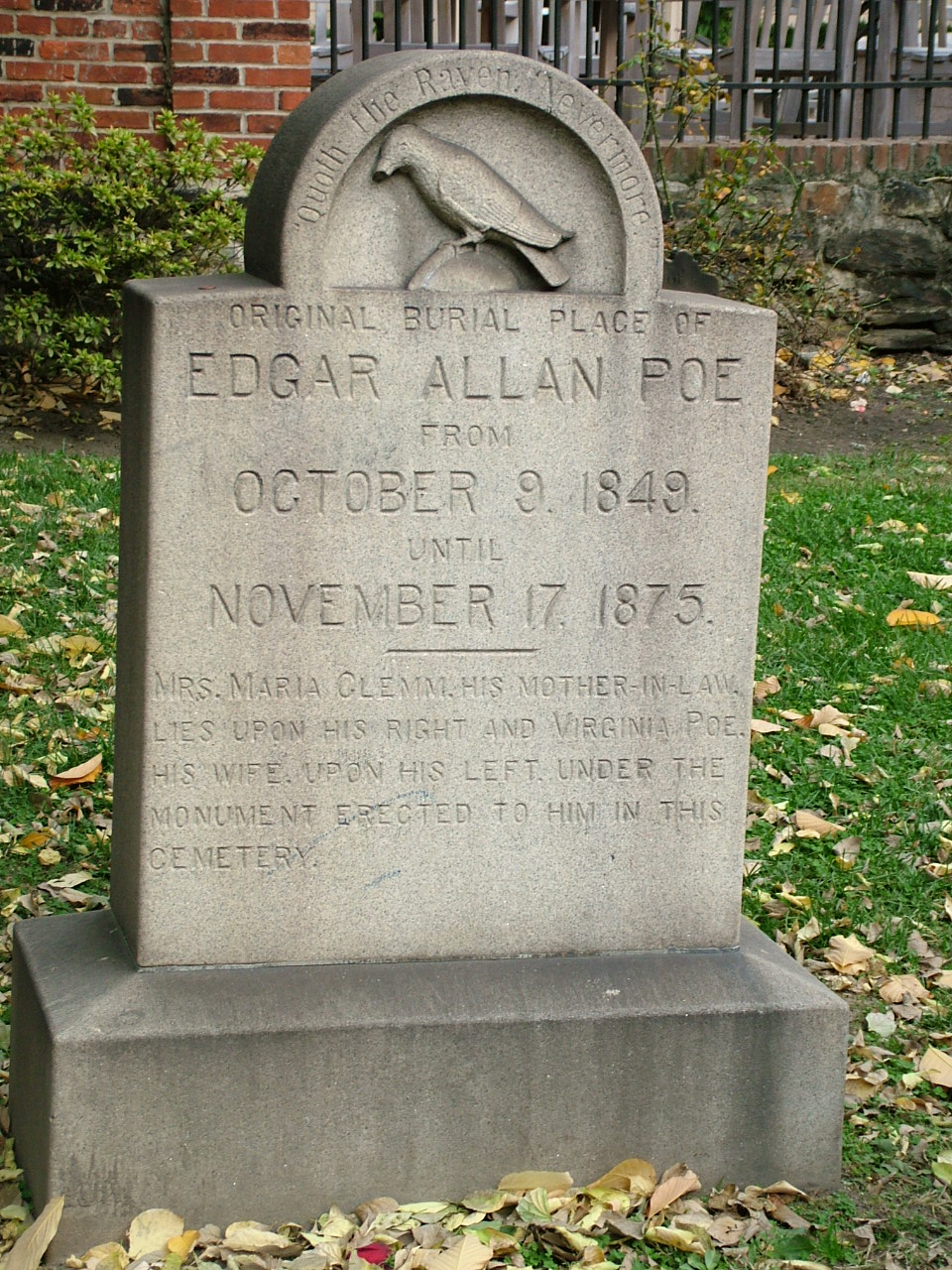
Шанувальник По непомітно відвідував кенотаф на місці оригінальної могили По в Балтиморі кожного 19 січня протягом принаймні 60 років.

Poe Toaster — це назва ЗМІ, яка використовується для позначення невстановленої особи (або, ймовірно, кількох осіб поспіль), яка протягом кількох десятиліть щорічно вшановувала пам'ять американського письменника Едгара Аллана По, відвідуючи кенотаф, що позначає його оригінальну могилу в Балтіморі, Меріленд. Рано ввечері 19 січня, в день народження По, похмура постать, одягнена в чорне, у капелюсі з широкими полями та білим шарфом, наливала собі келих коньяку (або вишневого бренді, амонтільядо чи шотландського віскі) піднімала тост за По і потім зникала вночі, залишаючи три троянди в характерній композиції та недопиту пляшку алкоголю. Глядачі збиралися щороку в надії побачити невловимого Шанувальника, який не шукав розголосу тому його рідко бачили чи фотографували.
Згідно зі звітами очевидців і нотатками, що супроводжували приношення в наступні роки, справжній Шанувальник щорічно відвідував десь у 1930-х роках (хоча звіт не з'являвся в пресі до 1950 року) до його смерті в 1998 році, після чого традиція була передана «сину». У деяких нотатках, залишених Шанувальником після 1998 року, були зроблені суперечливі заяви. У 2010 році Шанувальник не відвідував могилу, а відсутність у 2011 та 2012 роках означала кінець 75-річної традиції. Однак у 2016 році Історичне товариство Меріленда вибрало нового «Шанувальника», щоб відродити традицію.

## Історія
По помер у віці 40 років у Балтіморі 7 жовтня 1849 року за загадкових обставин. За словами очевидців, традиція Шанувальників По, можливо, почалася ще в 1930-х роках і тривала до 2009 року. Щороку, рано вранці 19 січня (день народження По), одягнена в чорне фігура, обличчя якої було закрито шарфом або капюшоном, з тростиною зі срібним наконечником, входила до Вестмінстерського залу та поховання в Балтіморі. На місці оригінальної могили По — яка позначена пам'ятним каменем — вона наливала келих коньяку Martell і піднімала тост. Потім ця людина розташовувала на пам'ятнику три червоні троянди в характерній конфігурації та йшла, лишаючи недопиту пляшку коньяку. Вважалося, що троянди символізували По, його дружину Віргінію та тещу Марію Клемм, усіх трьох з яких спочатку поховали на цьому місці. Значення коньяку невідоме, оскільки він не фігурує у творах По (як, наприклад, амонтільядо); але записка, залишена під час візиту у 2004 році, свідчить про те, що коньяк, можливо, представляв традицію родини Шанувальників, а не По. Кілька пляшок коньяку зберігаються в будинку-музеї Едгара Аллана По в Балтіморі.
Кожного року за подією спостерігала група різного розміру, що складалася з репортерів та ентузіастів По. Фотографію, нібито Шанувальника, опублікував журнал Life у 1990 році

### Нотатки

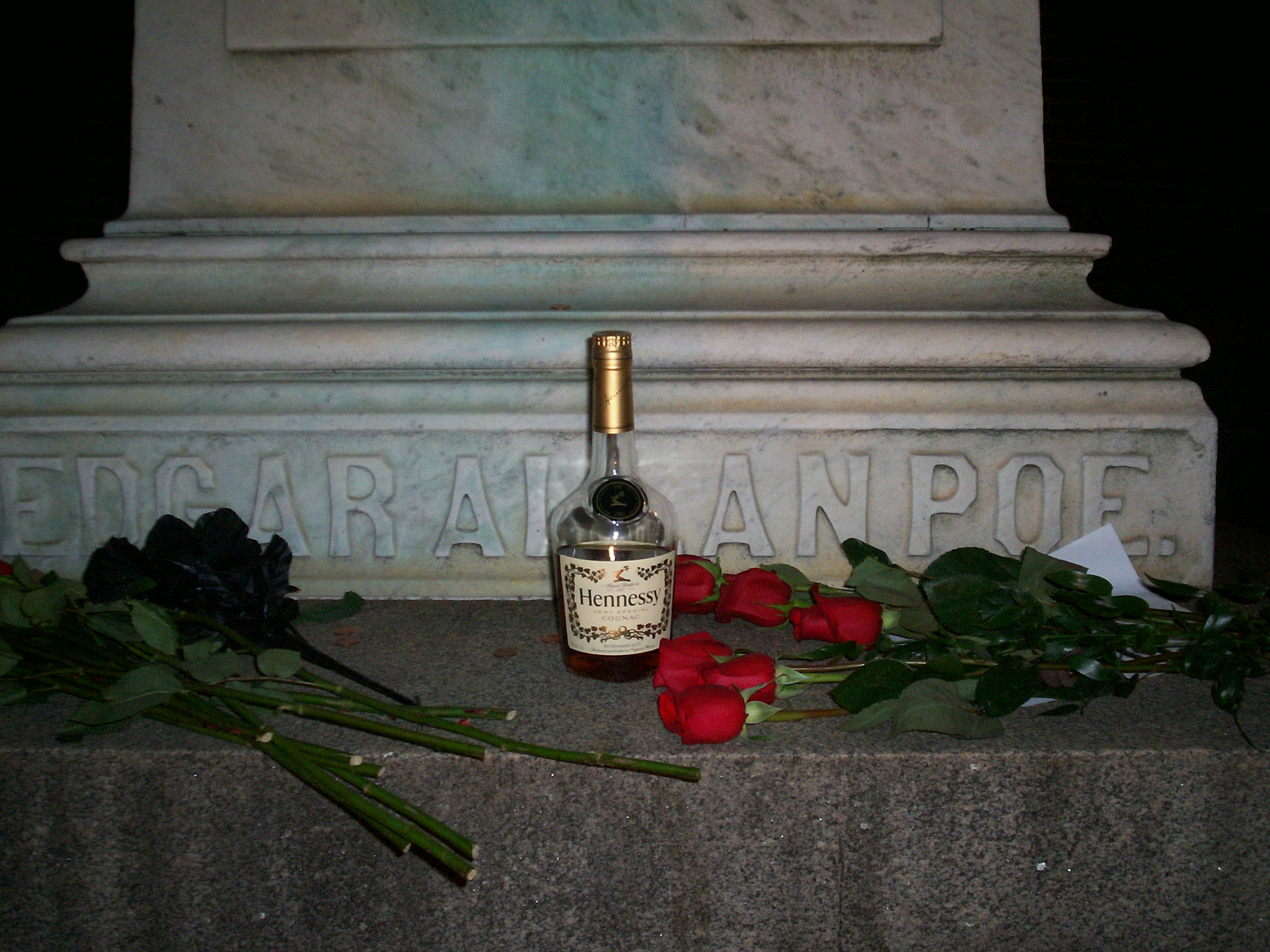
Коньяк і троянди, знайдені на сучасній могилі По (після 1875 року) 19 січня 2008 року, ймовірно, залишені наслідувачем

Кілька разів Шанувальник залишав записку разом із трояндами та коньяком. Деякі нотатки були простими вираженнями відданості, наприклад «Едгаре, я тебе не забув». У 1993 році було написано загадкове повідомлення: «Факел буде пройдено». У 1999 році в записці було оголошено, що початковий Шанувальник помер минулого року і передав традицію «сину». Наступні очевидці відзначили, що Шанувальник після 1998 року був молодшою персоною.
Записка, залишена під час візиту у 2001 році, який відбувся за кілька днів до XXXV Суперкубку між «Балтімор Рейвенс» і «Нью-Йорк Джайентс», викликала полеміку в Балтіморі: «Нью-Йорк Джайентс. Темрява, занепад і великий синій панують над усім. Балтімор Рейвенс. Тисячу травм вони зазнають. Едгар Аллан По назавжди». Ніколи раніше Шанувальник не коментував спортивні чи інші поточні події, і ніхто не міг пояснити негативне згадування футбольної команди Балтимора, прізвисько якої було навіяно віршем По «Ворон». Пророцтво, гра на останньому рядку «Маски Червоної Смерті» («Темрява, Розпад і Червона Смерть безмежно панували над усім»), виявилося неточним, оскільки Балтімор виграв гру з рахунком 34–7.
Замітка Шанувальника 2004 року, очевидно, критикувала протидію Франції війні в Іраку: «Священна пам'ять про По та місце його останнього спочинку не місце для французького коньяку. З великим небажанням, але для[sic] поваги до сімейної традиції коньяк ставиться. Пам'ять про По житиме вічно!»
Джефф Джером, колишній куратор Будинку та музею По, припустив, що нотатки 2001 і 2004 років могли відображати небажання сина (чи синів) сприймати традицію так само серйозно, як батько. Остання записка, залишена десь між 2005 і 2008 роками, була настільки жахливою, сказав Джером, що він вирішив вигадати й оголосити, що жодної записки не залишилося. Він відмовився розкрити її зміст, окрім того, що це був натяк, заднім числом, на те, що кінець традиції неминучий.

### Події до 200-річчя По
У 2006 році група очевидців безуспішно намагалася з'ясувати, як Шанувальник По потрапляв на могильник щороку. Окрім цього інциденту, глядачі ніколи не заважали входу Шанувальника, ритуалу вшанування чи виходу, а також не було докладено жодних узгоджених зусиль для ідентифікації особи.
У 2007 році 92-річний чоловік, на ім'я Сем Порпора заявив, що він започаткував традицію вшановувати По. Колишній історик Балтиморської Вестмінстерської церкви Порпора стверджував, що він винайшов Шанувальника у 1960-х роках як «рекламний хід», щоб оживити церкву та її громаду, а потім неправдиво сказав репортеру, що відвідування почалися в 1949 році. Однак опубліковані звіти про щорічні візити датуються задовго до 1960-х років; наприклад, стаття 1950 року в The (Baltimore) Evening Sun, де згадується «анонімний громадянин, який щороку прокрадається, щоб поставити порожню пляшку (відмінної марки) на могильну плиту».
Донька Порпори сказала, що ніколи не чула про дії свого батька, але ця історія відповідає його «злочинному характеру». Однак, Джефф Джером зазначив, що деталі історії Порпори, здається, змінювалися з кожною розповіддю. «В історії Сема такі великі діри, що через них можна проїхати на вантажівці Mack», — сказав він. Джефф Савой з Товариства Едгара Аллана По також поставив під сумнів твердження Порпори, але визнав, що не може остаточно їх спростувати. Ніколи не відмовляючись від своєї історії, Порпора пізніше визнав, що це не він здійснював щорічні візити, що хтось інший (він не знав, хто) зробив цю традицію своєю.
У 2008 році Джером повідомив, що близько 150 людей зібралися, щоб спостерігати за появою Шанувальника. У 2009 році, до 200-річчя від дня народження По, натовп був меншим, ніж у попередні роки, попри 200-річчя, і Шанувальник не залишив жодної записки.

### Кінець оригінальної традиції
У 2010 році Шанувальник По не з'явився. Джером, який був свідком кожного візиту з 1976 року, не мав пояснень, але припустив, що якщо Шанувальник має намір покласти край традиції, двохсотріччя від дня народження По у 2009 році позначить логічну кінцеву точку.
Під час річниці 2011 року з'явилися лише чотири самозванці — яких одразу назвали «фальшивими Шанувальниками» — ідентифікованих як такі, оскільки всі четверо ходили на виду у спостерігачів, що чекали (всупереч потайній природі справжнього Шанувальника); ніхто не дав секретного сигналу, який знає лише Джером, жесту, який Шанувальник передбачувано робив щороку на могилі; і ніхто не розташував троянди за унікальним візерунком, встановленим Шанувальником. Поява штучних Шанувальників викликала суперечки: у той час, як одні вважали за краще, щоб традиція померла «гідною смертю», інші закликали її продовжувати, якщо необхідно, імітаторами.
У 2012 році знову ніхто не з'являвся як «оригінальний» Шанувальник. Джером (який спростував чутки про те, що він сам був Шанувальником) проголосив, що з традицією «покінчено». «Я міг би подумати, що вони залишать мені записку про те, що все закінчилося», — сказав він. «Це мене трохи дратує, але вони не зобов'язані [це робити]».

### Відродження
У 2015 році Історичне товариство Меріленда організувало конкурс на відбір нової особи, яка відродить щорічну данину в модифікованій, зручній для туризму формі. Новий Шанувальник, який також залишиться анонімним, вперше з'явився вдень 16 січня 2016 року (субота, за три дні до дня народження По), одягнений у традиційний одяг і зігравши на скрипці Danse macabre Сен-Санса. Піднявши традиційний тост із коньяком і поклавши троянди, він промовив: «Cineri gloria sera venit» («Слава, віддана праху, приходить надто пізно», з епіграми римського поета Марціала) і пішов.

## У масовій культурі
Шанувальник По з'являвся як персонаж у книгах, окультних документальних фільмах та інших ЗМІ. У кримінальному романі 2001 року «У дивному місті» Балтиморської письменниці Лори Ліппман представлені два шанувальники По. Шанувальник По є темою численних нехудожніх окультних трактатів. Нещодавно аудіо-п'єса The Poe Toaster Not Cometh 2011 року від Washington Audio Theatre намагається пояснити таємницю Шанувальник По, припускаючи, що тостер По насправді є сучасником По, який вижив крізь століття за допомогою окультних засобів.
Таємниця Шанувальника По була представлена в епізоді «Жахливої Канади» разом з обставинами, що призвели до смерті По, і чутками про його привида, який бродить у Вестмінстер-Холі та на могильниках.